# Boise repülőtér
A Boise repülőtér (IATA: BOI, ICAO: KBOI) az Amerikai Egyesült Államok egyik repülőtere, amely Boise közelében található. Éves utasforgalma 4 496 529 fő (2022).

## Futópályák
A repülőtér futópályái:
- 10L/28R (10 000 ft, 150 ft, aszfalt)
- 10R/28L (9763 ft, 150 ft, aszfalt)

## Forgalom
Az utasforgalom az elmúlt években az alábbi módon változott:
| Utasok száma | 2 605 466 | 2 849 940 | 2 700 936 | 3 289 314 | 2 795 297 | 2 766 855 | 2 753 153 | 3 513 377 | 4 111 151 | 4 496 529 |
|              | 1998      | 2001      | 2003      | 2006      | 2009      | 2011      | 2014      | 2017      | 2019      | 2022      |

## Légitársaságok és úticélok
2025-ben a Boise repülőtérről az alábbi járatok indulnak (Utoljára frissítve: 2025-01-5):

### Személy
| Légitársaság         | Célállomások |
| -------------------- | --- |
| Alaska Airlines      | Burbank, Las Vegas, Los Angeles, Orange County, Phoenix–Sky Harbor, Portland (OR), Pullman, Sacramento, San Diego, San Francisco, San Jose (CA), Seattle/Tacoma, Spokane Szezonális: Bozeman, Orlando (kezdődik 2025. január 7-től), Palm Springs |
| Allegiant Air        | Las Vegas, Orange County, Phoenix/Mesa |
| American Airlines    | Dallas/Fort Worth, Phoenix–Sky Harbor |
| American Eagle       | Chicago–O'Hare (újrakezdődik 2025. június 5-től), Phoenix–Sky Harbor |
| Avelo Airlines       | Santa Rosa |
| Delta Air Lines      | Atlanta, Minneapolis/St. Paul, Salt Lake City |
| Delta Connection     | Los Angeles, Seattle/Tacoma |
| Gem Air              | Salmon |
| Southwest Airlines   | Burbank, Denver, Las Vegas, Oakland, Phoenix–Sky Harbor, Sacramento, San Diego, San Jose (CA) Szezonális: Chicago–Midway (újrakezdődik 2025. június 5-től), Dallas–Love                                                                           |
| Spirit Airlines      | Las Vegas |
| Sun Country Airlines | Szezonális: Minneapolis/St. Paul |
| United Airlines      | Denver, San Francisco Szezonális: Chicago–O'Hare |
| United Express       | Chicago–O'Hare, Denver, Los Angeles, San Francisco |

### Célállomások-térkép
| Célállomások |
| --- |
| BoiseAtlantaSacramentoSpokanePullmanDenverSalt Lake CityPhoenix–Sky HarborPhoenix/MesaLas VegasPortland (OR)San JoseOaklandSan FranciscoSeattle/TacomaBurbankLos AngelesOrange CountyPalm SpringsChicago–O'HareMinneapolis/St. PaulSalt Lake CitySalmonDallas/Fort WorthSan DiegoSanta RosaDallas–LoveOrlando Bozeman A Boise repülőtérről elérhető célállomások · Piros = Egész évben elérhető célállomások · Zöld = Szezonális célállomások · Kék = Jövőbeli célállomások · |

### Cargo
| Légitársaság          | Célállomások |
| --------------------- | --- |
| Alpine Air Express    | Salt Lake City |
| Amazon Air            | Cincinnati, Fort Worth/Alliance, Riverside/March Air Base                                                                                         |
| Ameriflight           | Burns, Portland (OR), Salt Lake City, Seattle–Boeing                                                                                              |
| FedEx                 | Casper, Memphis, Oakland, Reno/Tahoe, Salt Lake City                                                                                              |
| United Parcel Service | Cedar Rapids/Iowa City, Denver, Fresno, Louisville, Oakland, Ontario, Portland (OR), Sacramento–Mather, Salt Lake City, Seattle–Boeing, St. Louis |
| Western Air Express   | Lewiston, Portland (OR), Salt Lake City, Spokane, Twin Falls                                                                                      |